# Wappen des Landkreises Weißenburg-Gunzenhausen
Das Wappen des Landkreises Weißenburg-Gunzenhausen ist das Hoheitszeichen des mittelfränkischen Landkreises.

## Blasonierung
„Über Schildfuß, darin Eisenhutfeh von Silber und Blau, gespalten; vorne dreimal geteilt von Rot und Gold, hinten in Gold ein halber, rot bewehrter schwarzer Adler am Spalt.“

## Geschichte
Mit der Kreisreform von 1972 entstand der Landkreis Weißenburg-Gunzenhausen aus dem Landkreis Weißenburg in Bayern, dem Landkreis Gunzenhausen und der bis dahin kreisfreien Stadt Weißenburg in Bayern sowie einiger Gemeinden angrenzender Landkreise. Dem Landkreis wurde 1976 nach einem Beschluss des Kreistags und Zustimmung der Regierung von Mittelfranken das bis heute geltende Wappen gebilligt.
Das Wappen weist auf die Geschichte des Landkreises hin: Das Stammwappen der Grafen von Truhendingen mit Rot-Gold-Teilung steht für das frühere Oberamt Hohentrüdingen der Markgrafschaft Brandenburg-Ansbach. Sie wurde aus dem Wappen des Landkreises Gunzenhausen entnommen. Der halbe Reichsadler auf goldenem Grund weist auf die Reichsstadt Weißenburg hin. Die silber-blauen Reihen von Eisenhütlein beziehen sich auf die Reichserbmarschälle von Pappenheim. Sie wurde aus dem Wappen des Landkreises Weißenburg in Bayern entnommen.

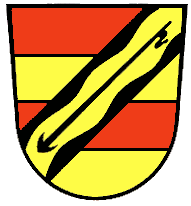
Wappen des ehemaligen Landkreises Gunzenhausen
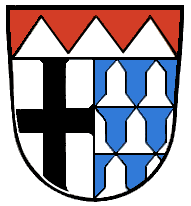
Wappen des ehemaligen Landkreises Weißenburg in Bayern
Wappen der Großen Kreisstadt Weißenburg in Bayern